# Campionati europei di ciclocross 2017
I Campionati europei di ciclocross 2017, quindicesima edizione della competizione, si sono disputati a Tábor, in Repubblica Ceca, il 5 novembre 2017.

## Eventi
Domenica 5 novembre
- 8:45 Uomini Juniors
- 10:15 Donne Under-23
- 11:30 Uomini Under-23
- 13:00 Donne
- 14:30 Uomini

## Medagliere
| Pos.   | Nazione     | Oro | Argento | Bronzo | Totale |
| ------ | ----------- | --- | ------- | ------ | ------ |
| 1      | Belgio      | 2   | 1       | 1      | 4      |
| 2      | Paesi Bassi | 1   | 2       | 1      | 4      |
| 3      | Italia      | 1   | 0       | 1      | 2      |
| 4      | Svizzera    | 1   | 0       | 0      | 1      |
| 5      | Regno Unito | 0   | 1       | 1      | 2      |
| 5      | Rep. Ceca   | 0   | 1       | 1      | 2      |
| Totale | Totale      | 5   | 5       | 5      | 15     |

## Sommario degli eventi
| Eventi            | Oro                              | Tempo  | Argento                       | Tempo | Bronzo                     | Tempo   |
| Uomini            |                                  |        |                               |       |                            |         |
| Elite dettagli    | Mathieu van der Poel Paesi Bassi | 57'37" | Lars van der Haar Paesi Bassi | a 22" | Toon Aerts Belgio          | a 1'27" |
| Under-23 dettagli | Eli Iserbyt Belgio               | 53'19" | Thomas Pidcock Regno Unito    | s.t.  | Sieben Wouters Paesi Bassi | a 7"    |
| Junior dettagli   | Loris Rouiller Svizzera          | 39'16" | Tomáš Kopecký Rep. Ceca       | a 2"  | Ben Tulett Regno Unito     | a 8"    |
| Donne             |                                  |        |                               |       |                            |         |
| Elite dettagli    | Sanne Cant Belgio                | 41'57  | Lucinda Brand Paesi Bassi     | s.t.  | Alice Maria Arzuffi Italia | a 15"   |
| Under-23 dettagli | Chiara Teocchi Italia            | 35'36" | Laura Verdonschot Belgio      | s.t.  | Nikola Nosková Rep. Ceca   | a 4"    |